# M7 Priest
O M7 Priest foi uma artilharia autopropulsada dos Estados Unidos produzida durante a Segunda Guerra Mundial.

## Desenvolvimento
Logo após a entrada dos Estados Unidos na Segunda Guerra Mundial, o exército daquele país percebeu que precisavam de um veículo de artilharia autopropulsado com poder de fogo suficiente para apoiar as operações blindadas. Foi decidido usar o chassi do M3 Lee como base para este novo veículo, denominado T32. Nele foi montando um obus M2A1 de 105 mm, com uma metralhadora. O T32 foi aceito para serviço como M7 em fevereiro de 1942, e a sua produção começou em abril do mesmo ano.

## Histórico operacional
Um total de 3.489 M7s e 826 M7B1s foram construídos. Eles provaram ser armas confiáveis, sendo utilizados nos Estados Unidos e em outros exércitos mesmo depois do fim da Segunda Guerra Mundial. 